# Lépin-le-Lac
Lépin-le-Lac – miejscowość i gmina we Francji, w regionie Owernia-Rodan-Alpy, w departamencie Sabaudia.
Według danych na rok 1990 gminę zamieszkiwało 255 osób, a gęstość zaludnienia wynosiła 50 osób/km² (wśród 2880 gmin regionu Rodan-Alpy Lépin-le-Lac plasuje się na 1373. miejscu pod względem liczby ludności, natomiast pod względem powierzchni na miejscu 1507.).

## Demografia

Populacja Lépin-le-Lac w latach 1962–2008

## Galeria

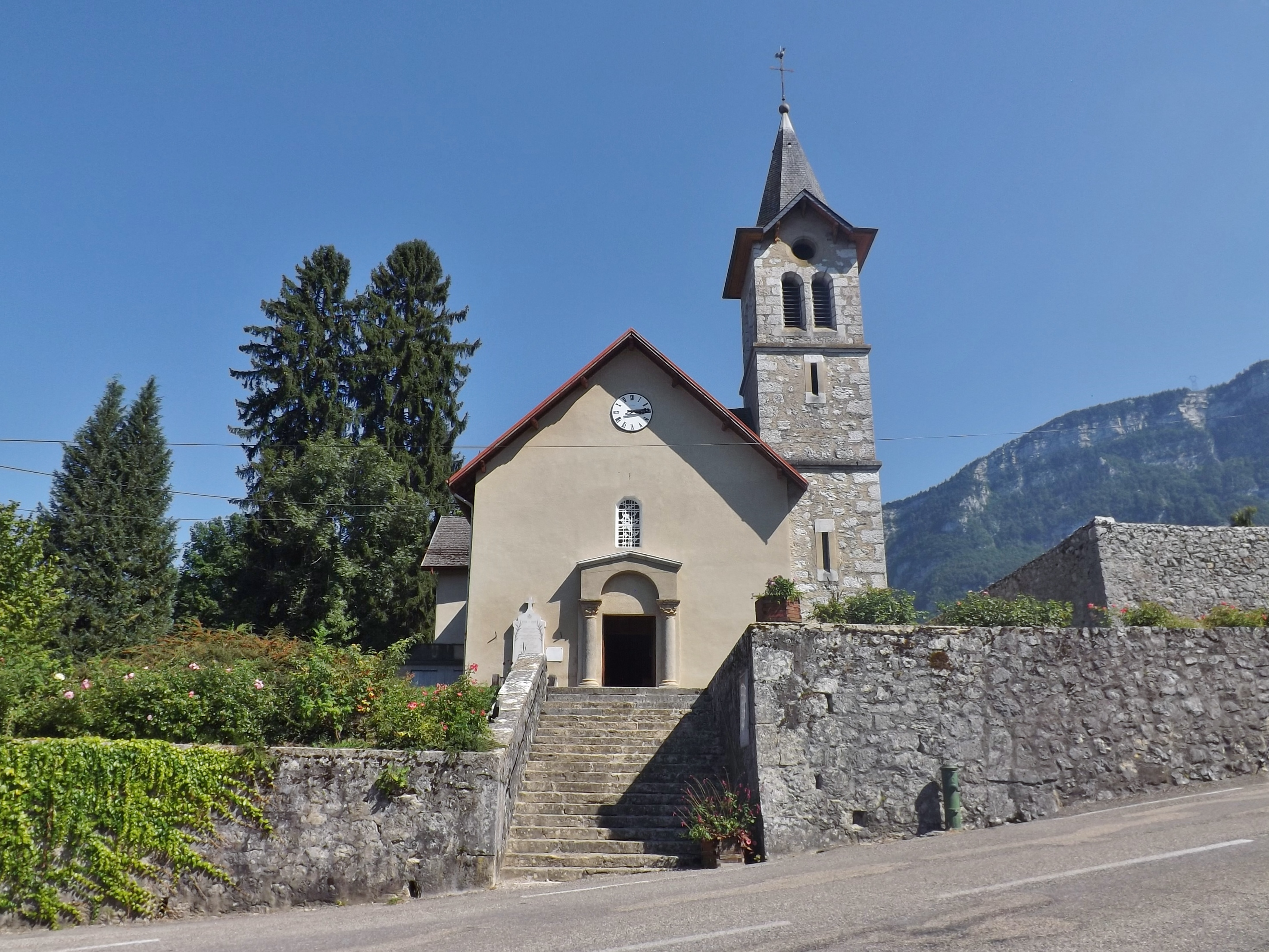
Kościół (2015)
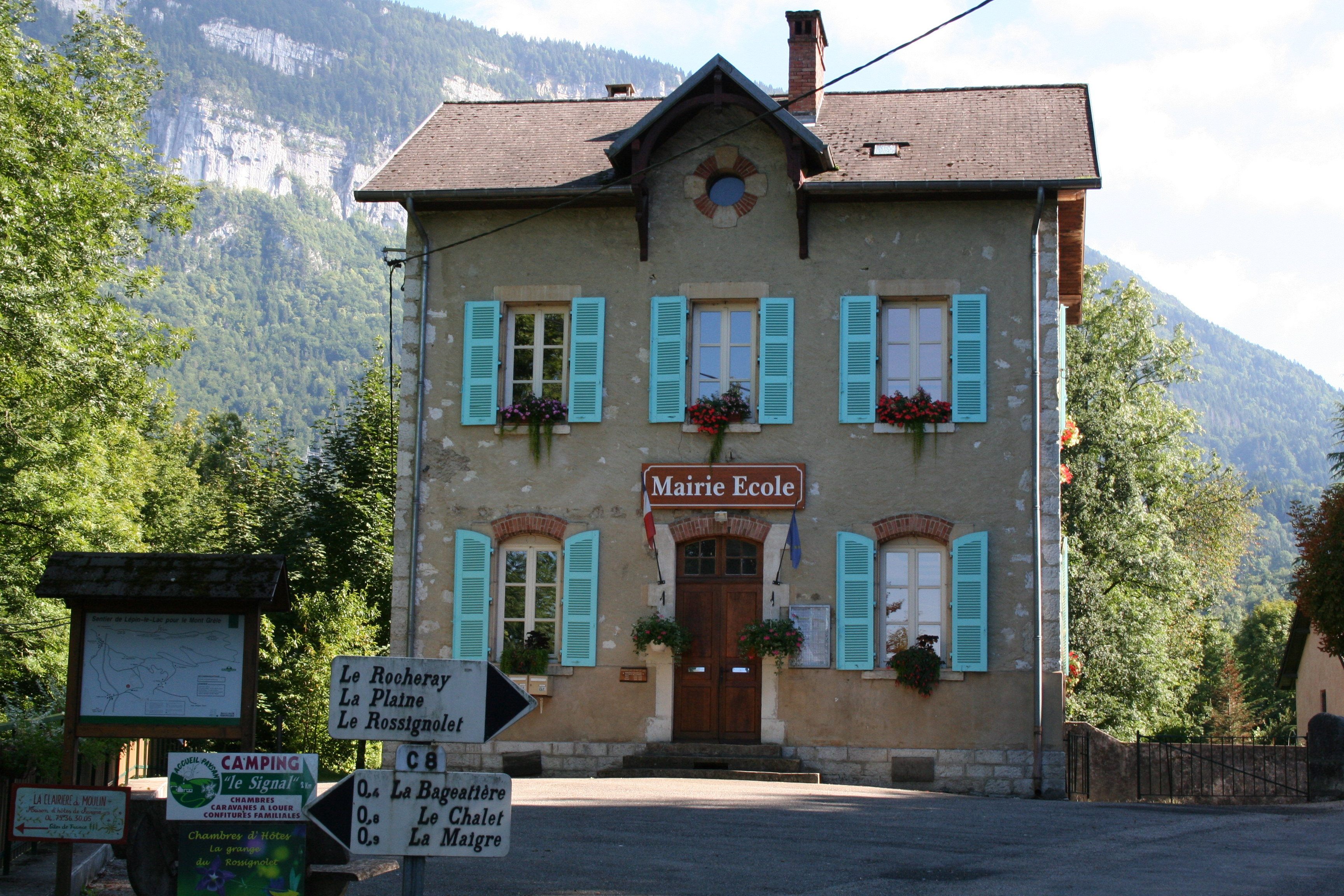
Merostwo (2008)
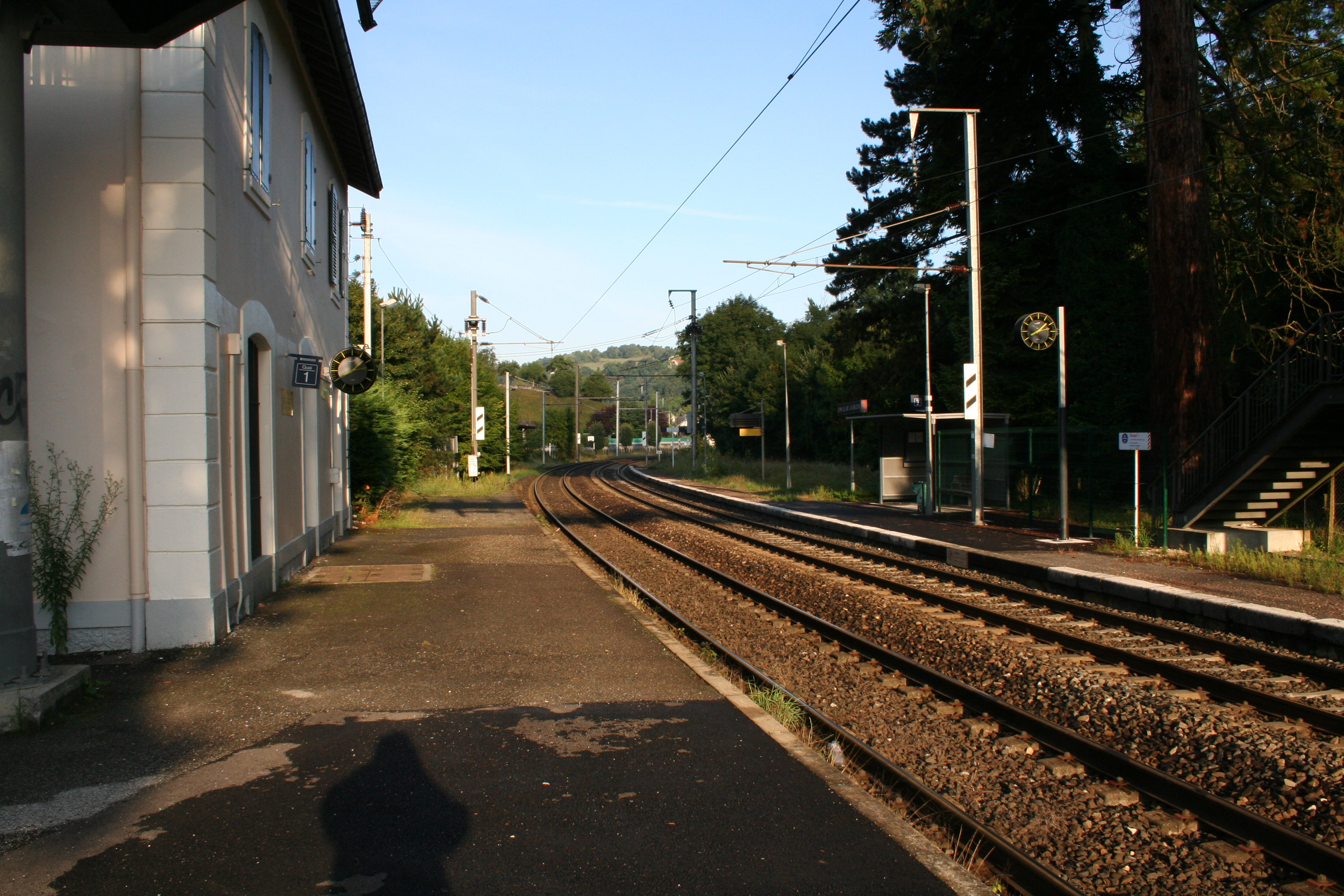
Stacja kolejowa (2008)